# Ultrasonido focalizado de alta intensidad
El ultrasonido focalizado de alta intensidad ( en inglés: High-Intensity Focused Ultrasound, HIFU, MRgFUS o Resofus ) es un tipo de tratamiento para algunos tipos de cáncer, tumores sólidos, que consiste en la aplicación de un haz de ultrasonidos de alta frecuencia y alta energía para producir destrucción celular o necrosis de las células objetivo por elevación de la temperatura entre 55-100 °C (ablación térmica), con la particularidad de que los tejidos colindantes no queden afectados. La destrucción celular se produce muy selectivamente y normalmente con forma ovalada. En los transductores más avanzados el volumen del foco llega ser de 2x2x15 mm³. Con dichas cualidades la medicina lo aplica para tratamiento de tumores sólidos benignos y malignos. Se trata de una técnica no invasiva que conlleva ventajas para el paciente y el equipo médico.

## Historia
El origen del HIFU no es reciente, se remonta a los años 1950 en los EE. UU., donde empezaron las primeras investigaciones por parte de Lindstrom y los hermanos Fry en cerebros de animales. Fue posteriormente cuando algunos discípulos chinos, de los investigadores americanos se situaron al frente de las investigaciones de esta tecnología hasta llegar, a principios de los años 1990, al uso clínico en pacientes reales. El MRgFUS guía el haz de ultrasonidos mediante imagen térmica en tiempo real guiada por Resonancia Magnética, gracias a este nueva técnica es posible conseguir una alta precisión en la sonicación así como control de la temperatura de ablación.

## Mecanismos de acción
- Primarios
  - Vibración mecánico
- Secundarios
  - Cavitación
  - Apoptosis
  - Transmisión no lineal del ultrasonido

El objetivo de los sistemas HIFU y MRgFUS es elevar la temperatura del punto a tratar por encima de 55-60 °C durante 1 s o más tiempo, para producir necrosis coagulativa y la inmediata muerte celular. Se utiliza ultrasonidos de alta frecuencia y alta potencia con el haz enfocado en un solo punto focal. Los ultrasonidos generan calor como resultado de agitación microscópica al atravesar los diferentes tejidos. Por lo tanto la energía mecánica de la onda ultrasónica es absorbida como energía calorífica. Además de este efecto principal existen otros efectos biológicos y mecánicos secundarios que participa en la necrosis coagulativa, fundamentalmente la cavitación, la apoptosis y la propagación no lineal de ultrasonido. 
La cavitación se puede definir como la creación de gas en un campo acústico, como por ejemplo el movimiento oscilatorio de una burbuja de aire dentro de un medio líquido al exponerla a un campo acústico. Con la suficiente compresión y expansión del tejido se obtienen burbujas de aire. Estas burbujas de aire interactúan con el ultrasonido produciendo un flujo líquido que puede dañar superficies sólidas.
La terapia con HIFU puede producir muerte celular por lesión directa de ADN, que de hecho es el mecanismo primario de muerte celular por hipertermia.
Los efectos no lineales de ultrasonido se deben a la modificación de la onda de ultrasonidos dentro del tejido por su heterogeneidad y contribuye al aumento de temperatura.

## Clasificación
Existen básicamente 2 tipos el sistema de guiado:
- HIFU Guiado por resonancia magnética (MRgFUS)
- HIFU guiado por ultrasonidos o ecógrafo (USgFUS)
HIFU guiado por resonancia permite una imagen más clara de la zona a tratar del paciente pero no permite visualización a tiempo real. Con lo que los posibles movimientos del paciente podrían perjudicar al tratamiento. Se monitorizan los cambios de temperatura de los tejidos para determinar los efectos de HIFU. El transductor de tratamiento tiene poca movilidad debido a su integración con la máquina de resonancia magnética. Se necesita una sala acondicionada especialmente para resonancias magnéticas.
HIFU guiado por ultrasonidos o ecógrafo permite una exploración en tiempo real y se observan los cambios en los tejidos mediante cambios en la escala de grises de la imagen ecográfica. La instalación de la máquina USgFUS es la de una sala convencional.

## Indicaciones

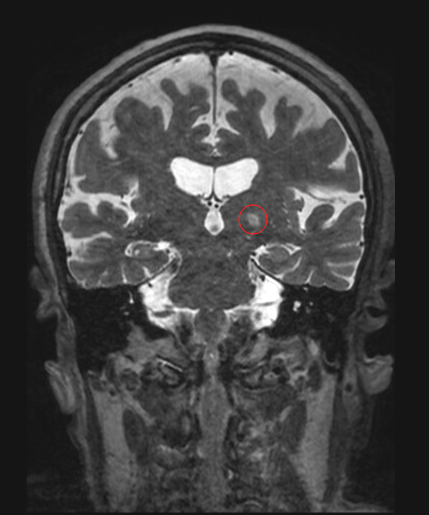
Resonancia magnética (corte frontal) cuatro días después de MRgFUS (ultrasonido focalizado de alta intensidad guiado por resonancia magnética): talamotomía del núcleo intermedio ventral izquierdo (Vim). Hombre de 79 años con temblor esencial importante.

Las indicaciones de la terapia HIFU son numerosas y muchas más quedan a la espera de ser investigadas.
- Fibromas uterinos
- Fibroadenomas de mama
- Cáncer de hígado
- Metástasis de tumores sólidos
- Tumores óseos (tratables solo si el oseosarcoma rompe la cortical)
- Cáncer de riñón
- Cáncer de páncreas
- Cáncer de mama
- Tumores de partes blandas
- Carcinoma de vejiga
- Tumores en la cavidad pélvica
- Tumor retro-peritoneal
- Tratamiento Paliativo para cánceres avanzados
- Tumores residuales después de cirugía sin resultados y sin posibilidad de repetición
- Tumores de próstata
- Rompimiento de la cubierta lípida del coronavirus SARS-CoV-2 Covid-19
- Varices (con echotherapy)

## Ventajas
- Seguro
- Preciso
- Guiado en tiempo real por ultrasonidos
- Amplios aplicaciones
- Tratamiento normalmente dura 1 sesión
- Repetible
- No hay riesgo de infección
- No tóxico
- No limitado por tamaño del tumor
- Menores complicaciones
- Complementaria con otras técnicas
- No extiende metástasis
- Sin cicatriz
- Más posibilidad de conservación funciones de los órganos (fertilidad, mama, etc)
- Reducido dolor posoperatorio
- Sin hospitalización
- Coste económico
- Experiencia clínica en pacientes >25 años
- Manejo sencillo

## Complicaciones
- Proceso más lento cuando se tratan tumores de mayores dimensiones
- Posible limitación de tratamiento por la posición del tumor y el camino por donde pasa el ultrasonido (existe técnicas que reduce esa posibilidad)
- Posible ligeras quemaduras en la piel (no se produce en >95% casos) pero evitables con el correcto seguimiento médico.

## Contraindicaciones
Las limitaciones de HIFU vienen dadas por la propia naturaleza del ultrasonido en combinación por los medios donde se propaga. El ultrasonido rebota al topar con gas, por lo que no es posible tratar órganos que contenga gas de forma natural. Y los huesos también producen una elevada atenuación al ultrasonido.
- Tumor óseos, con la excepción de la cortical afectada
- Tumores en vísceras que contienen aire:
- Pulmón
- Estómago
- Intestinos
- Tumores de la espina dorsal

## Comparativa con cirugía
HIFU no tiene los siguientes inconvenientes:
- Riesgo de infección
- Dolor postoperatorio
- Hospitalización
- Tiempo de recuperación prolongado
- Cicatriz

## Comparativa con radioterapia y quimioterapia
HIFU no tiene los siguientes inconvenientes:
- Letargo
- Baja defensa y propensión a infecciones
- Pérdida de cabello
- Disfunciones hematológicas
- Múltiples visitas al hospital
- Control de dosis

## Dispositivos HIFU
Existen diversas máquinas HIFU de varias empresas, las más representativas en Europa son:

### UltraLift Hifu Evo
De la empresa Beco Medical ubicada en España y distribución en toda Europa. Fabricantes de aparatología estética. Sistema de emisión por ultrasonido focalizado con indicaciones en tensado cutáneo facial y corporal, así como grasa localizada. El equipo emite en frecuencias y puntos focales diferenciados según necesidad desde 1'5 mm hasta los 13 mm en rango de mayor profundidad. Ultralift HIFU EVO

### Deep Slim
De la empresa Medikalight en España, referencia en aparatología médico-estética. Guiado por ultrasonidos para eliminar la grasa localizada corporal. Permite variar la profundidad para realizar múltiples barridos y conseguir un mayor resultado de reducción de volumen. Deep Slim

### Ablatherm
De la empresa EDAP afincada en Lyon, Francia. Guiado por ultrasonidos y sólo es aplicable a neoplasia de próstata. Dispone de 184 centros en todos el mundo. En el año 2006 trató 3500 pacientes. El tratamiento es mínimamente invasivo ya que se ha de introducir una sonda endorectar para realizar el tratamiento. Con certificado CE.

### ExAblade2000
De la empresa INSIGHTEC afincada en Israel. Guiado por resonancia magnética de General Electrics. Solo indicado para tumores benignos ginecológicos. Potencia y precisión media, el movimiento del transductor es limitado. Guiado en tiempo real. Existen 18 centros en EE. UU. y 20 fuera. 

### Haifu model JC tumour treatment system
De la empresa CHONGQING HAIFU TECHNOLOGY CO.LTD. afincado en Chong Qing, China. Es uno de los referentes en la terapia ultrasónica del mundo. Indicado para todos los tipos tumores malignos y benignos listado en el apartado indicaciones (excepto el de próstata). Al igual que Ablatherm es guiado por ultrasonidos, por lo que se monitoriza el tratamiento en tiempo real. Disponen del transductor de tratamiento patentado de mayor precisión y potencia del mundo después de 17 años de investigación. Precisiones de movimiento de <1 mm, foco de 2x2x15 mm³ y potencia hasta 400 W. Con certificado CE. Dispone de amplios estudios clínicos con instalaciones de 30 unidades (principalmente en China) repartido por el mundo, llevan 30.000 pacientes tratados.

### MR-HIFU
Philips también acaba de realizar un prototipo de máquina HIFU muy similar a Exabalate Or que empezará con ensayo de tratamiento de cáncer de páncreas y de metástasis de huesos.
Hay otras como Sonablate 500 de USHIFU de EE. UU., similar a Ablatherm. Además de ShangHai Aishen, China Medical Technologies, y Minayang son competidores con un producto menos potente y versátil que el de Haifu ChongQing. Se sabe que Siemens está trabajando junto Haifu para desarrollar un modelo de HIFU guiado por resonancia magnética que mejora a las prestaciones del modelo de INSIGHTEC en cuanto a potencia de salida. 
También existe un modelo llamado Liposonix de una compañía de EE. UU. del mismo nombre para los tratamientos estéticos de adelgazamiento.

## Conclusiones
HIFU es una nueva estrategia terapéutica con una base física reconocida, perfil de toxicidad baja e indicaciones concretas sobre la base de los trabajos publicados por las instituciones con experiencia, con las ventajas y limitaciones descritas, y cuyo papel en nuestro país ha de ser definido en el contexto multidisciplinar de los especialistas implicados.
Con la introducción del HIFU estamos iniciando un proceso que, sin duda, rompe algunos esquemas terapéuticos y modifica paradigmas y, por tanto, como todo cambio, puede crear incomodidades y ciertas reticencias en algunos profesionales del colectivo médico. 
Los médicos en EE. UU. ya la utilizan habitualmente para patología ginecológica benigna y ellos mismos reconocen, en una reciente publicación científica del mes de enero de 2008, el peso que tendrá en un futuro inmediato el HIFU en el tratamiento de diversos tipos de tumores sólidos.